# Route 77 (Manitoba)
La Route 77 (PTH 77) est une route provinciale du Manitoba. Elle relie la frontière de la Saskatchewan près de Westgate à la route 10 près de Baden.

## Description du tracé
La route 77 débute dans la Division No. 19 à la frontière de la Saskatchewan, constituant le prolongement de la route 3. Elle se dirige vers l'est dans une région boisée sur plusieurs kilomètres. Elle traverse plusieurs cours d'eau en plus de la municipalité de Barrows. Elle continue ensuite son trajet vers le sud-est, toujours dans une zone boisée isolée. Elle atteint la route 10 où elle prend fin au nord de Mafeking sur les rives de la rivière Steeprock.

## Intersections majeures
| Division              | Ville    | km    | Destinations                   | Notes                    |
| --------------------- | -------- | ----- | ------------------------------ | ------------------------ |
| No. 19                | Westgate | 0,00  | SK-3 ouest – Armit, Hudson Bay | Continue en Saskatchewan |
| No. 20                |          | 42,00 | PTH-10 – Le Pas, Swan River    |                          |
| - Transition de route |          |       |                                |                          |